# 多斑豹子花
多斑豹子花（学名：Nomocharis meleagrina）为百合科豹子花属下的一个种。

## 扩展阅读
- 維基物種上的相關：多斑豹子花